# Strada nazionale 2 (Senegal)
La strada nazionale 2, (in francese: Route nationale 2) è una delle principali strade statali del Senegal. Ha una lunghezza di 832 km ed è parte dell'autostrada trans-africana 1.
Ha origine dalla RN1 nei pressi della capitale Dakar e si dirama prima verso nord fino alla città di Saint Louis da dove segue il fiume Senegal lungo la sua riva sinistra. Termina nella cittadina di Kidira, sul confine con il Mali, dove si ricongiunge alla RN1.

## Galleria d'immagini

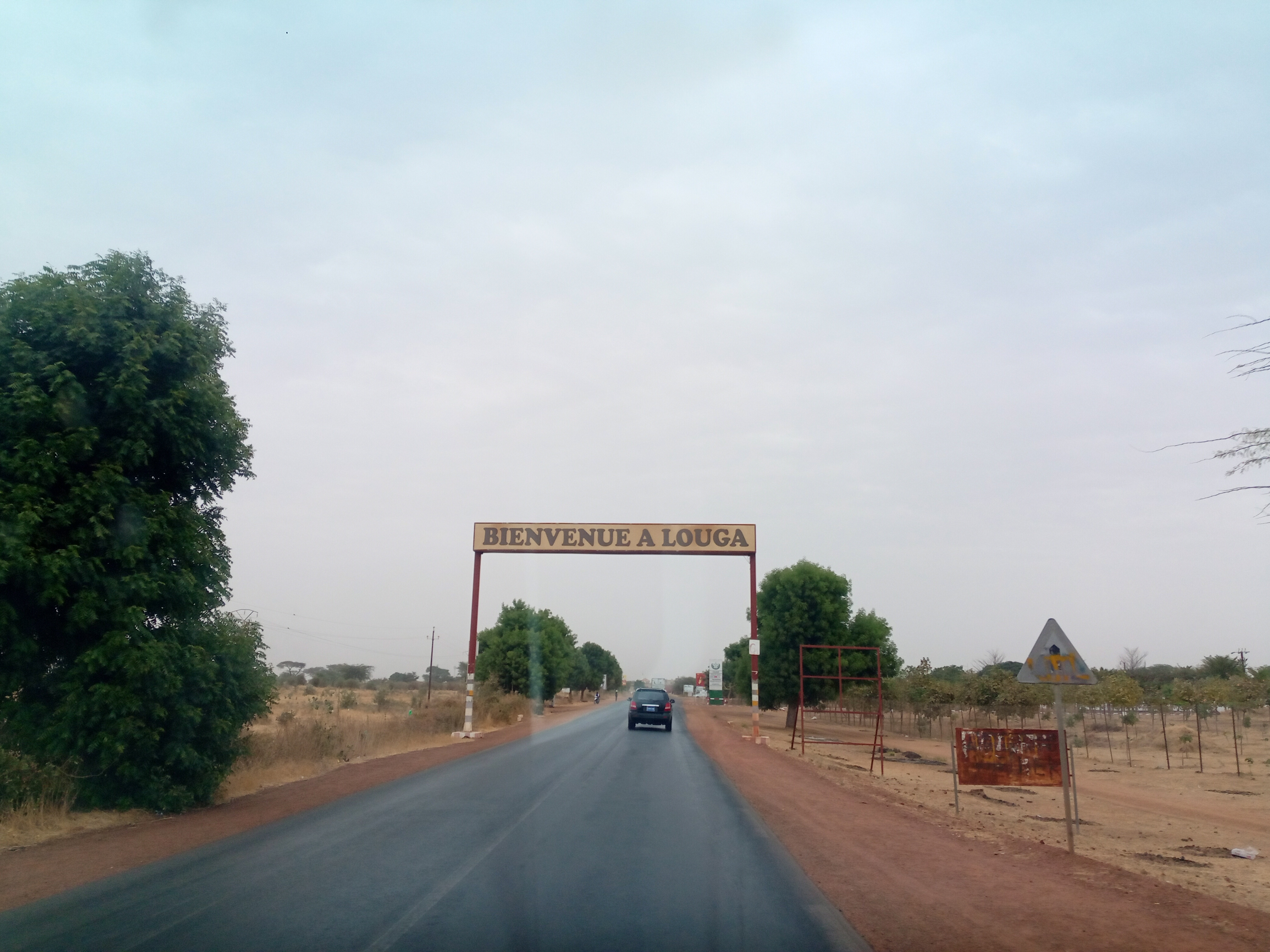
La RN2 a Louga.

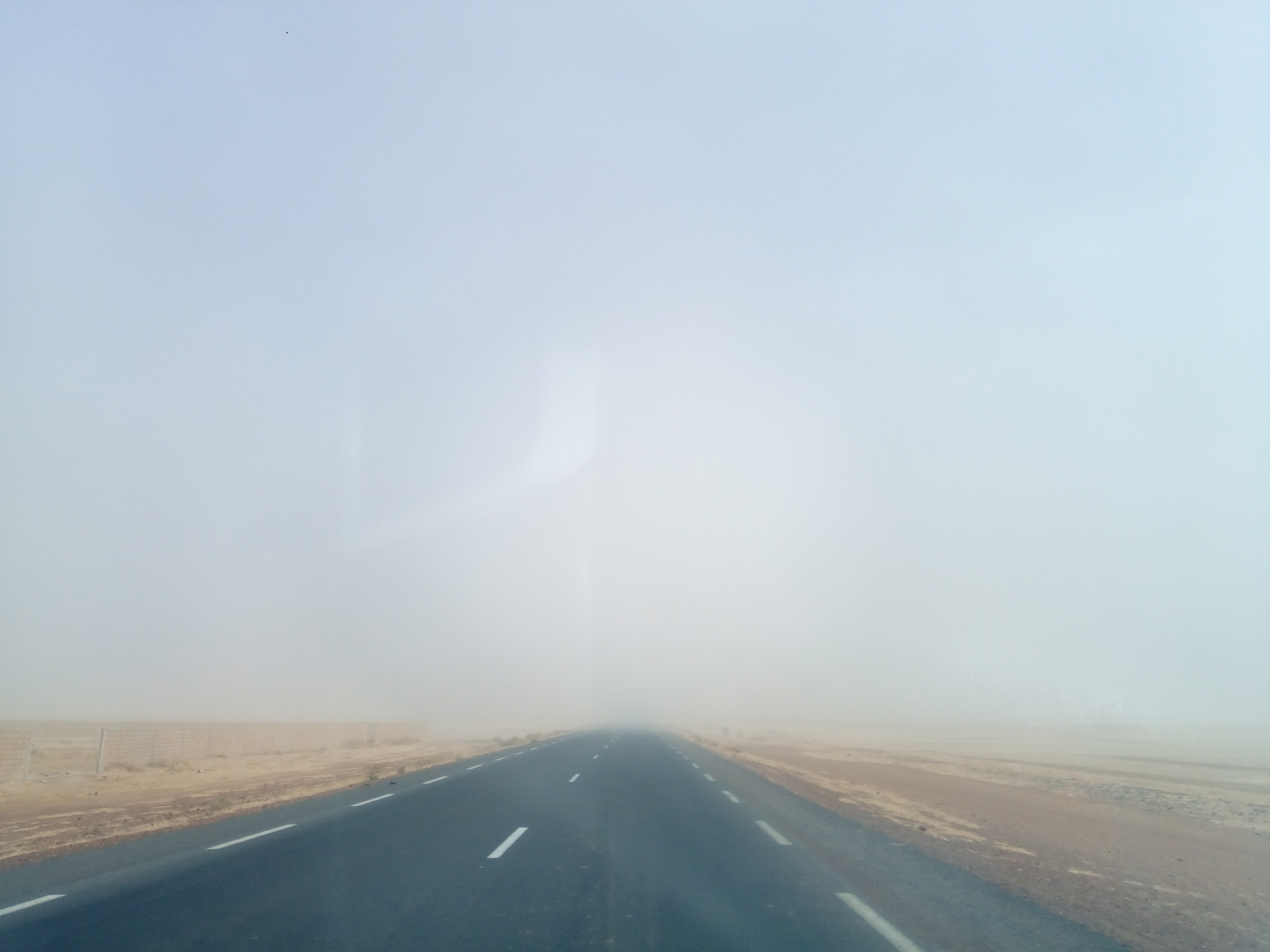
Tempesta di sabbia sulla RN2.